# Мозаика в подземных переходах (Ростов-на-Дону)

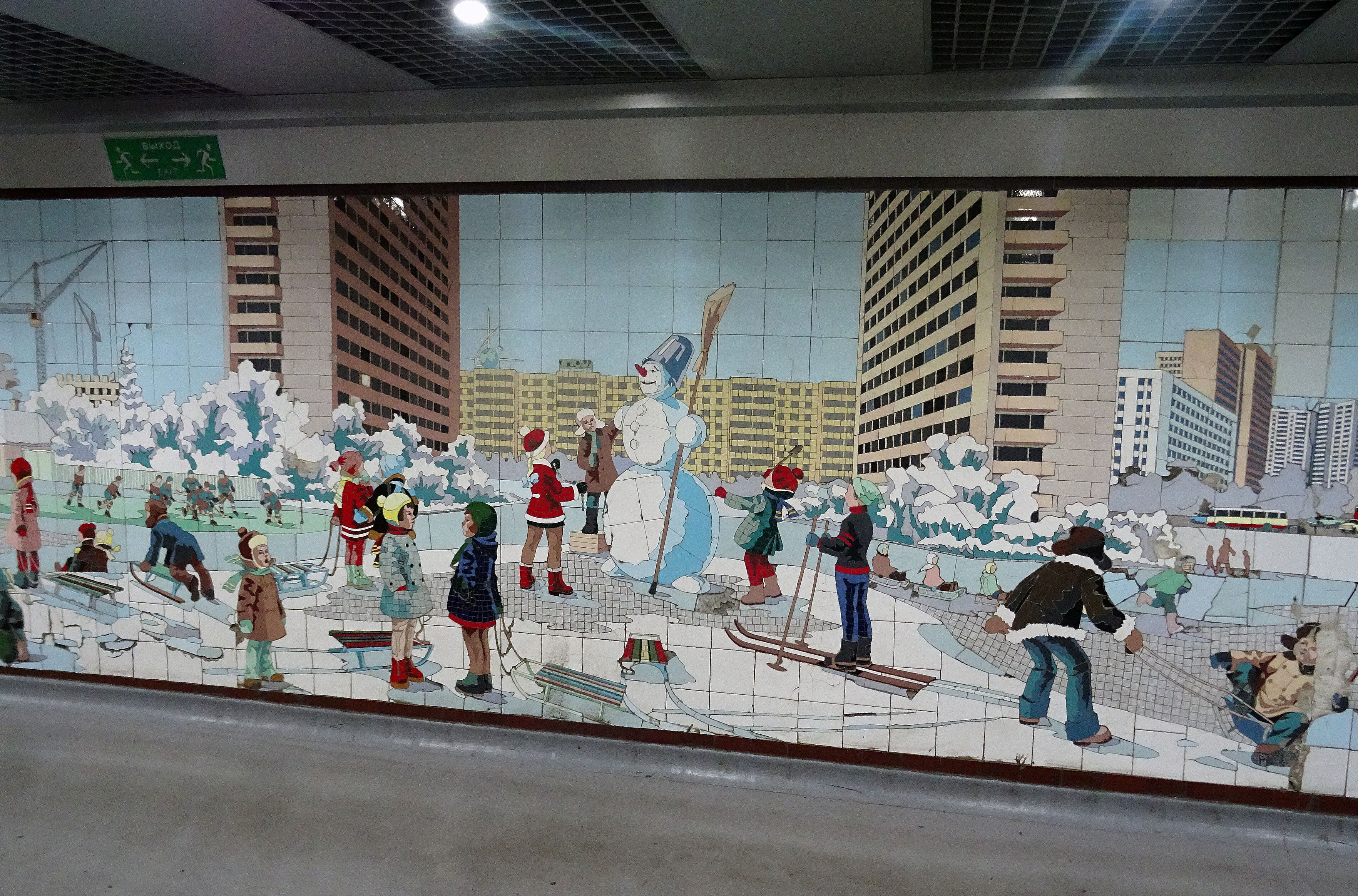

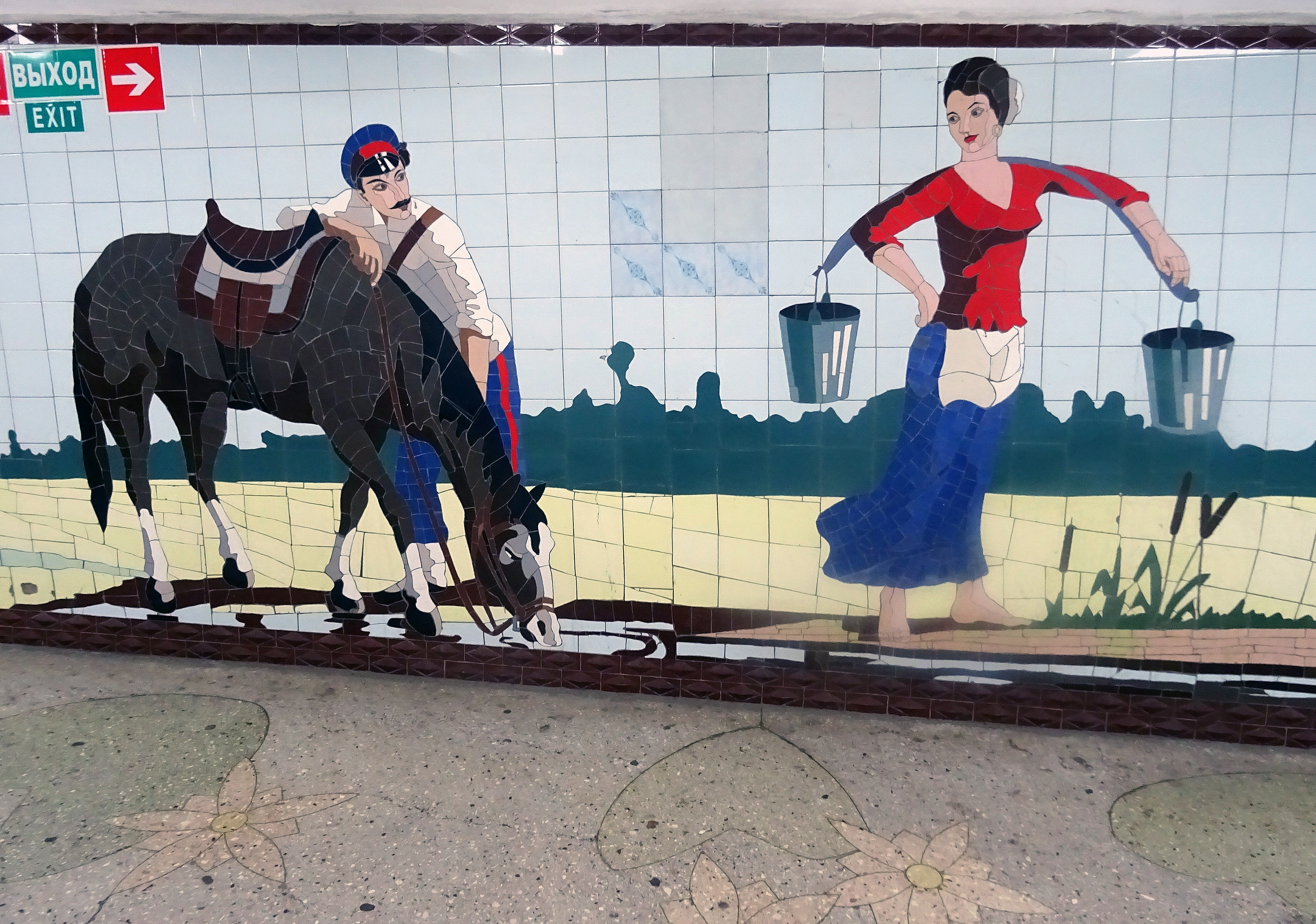

Мозаика в подземных переходах — достопримечательность города Ростова-на-Дону, созданная вручную в нескольких подземных переходах города в 1970-х — 1980-х годах. Над созданием мозаик работал мастер-мозаичник Юрий Пальшинцев.

## История
Подземные переходы города Ростова-на-Дону были построены в 1970-х — 1980-х годах. Первым был построен подземный пешеходный переход на Театральной площади Ростова-на-Дону организацией «Мостотряд № 10» в 1969—1970 годах, но художественной отделки он не получил. Мозаикой из кафеля впервые был отделан переход около Центрального рынка, на пересечении улицы Московской и проспекта Будённовского — в 1972 году. В этом переходе шесть выходов, а каждый коридор украшен уникальной тематикой мозаичных панно. Среди них есть картины с летним отдыхом молодежи в 1970-х годах, на них рядом с парусниками виден старый Ворошиловский мост. Есть сюжеты с донской жизнью.
Юрий Никитович Лабинцев руководил облицовкой переходов. Бригадой в составе 7[прояснить] мастеров (кроме Ю. Н. Лабинцева: Дмитрий и Антонина Черенковы, Надежда Меляхина, Валентина Чеботарёва, Галина Лантух, Анна Заколодная) с 1972 по 1984 годы в подземных переходах были созданы мозаичные панно. Эскизы и наброски для Юрия Лабинцева создавал архитектор Салават Самокаев. Мозаика изготавливалась вручную. Основным используемым материалом стала обыкновенная облицовочная плитка чешского производства. Для того, чтобы её можно было использовать для создания мозаики, с плиткой проводили целый ряд манипуляций — её красили, обжигали и вырезали. После этого начиналось изготовление керамических картин. Всего мозаичными картинами были оформлены 8[уточнить] переходов. Основные сюжеты мозаик — моменты в жизни детей, начиная от момента рождения и заканчивая окончанием школы, а также исторические и краеведческие аспекты.
В подземных переходах вблизи площадей Карла Маркса, Ленина и площади Народного ополчения[прояснить], а также на пересечении Большой Садовой улицы и Будённовского проспекта мозаика была создана в 1983—1984 годах.
В конце декабря 2015 года в средствах массовой информации и в социальных сетях появилась информация о разрушении мозаики в подземном переходе по улице Большой Садовой — проспекту Ворошиловскому. Официально эта информация подтверждена не была. В подземном переходе действительно проводились реставрационные работы, но они не затрагивали мозаичные панно. Эта же информация была подтверждена городской администрацией, которая пообещала сохранить панно при проведении ремонтных работ. В процессе проведения ремонта был проведен демонтаж старой плитки. Мозаичные панно были выделены специальной рамкой.

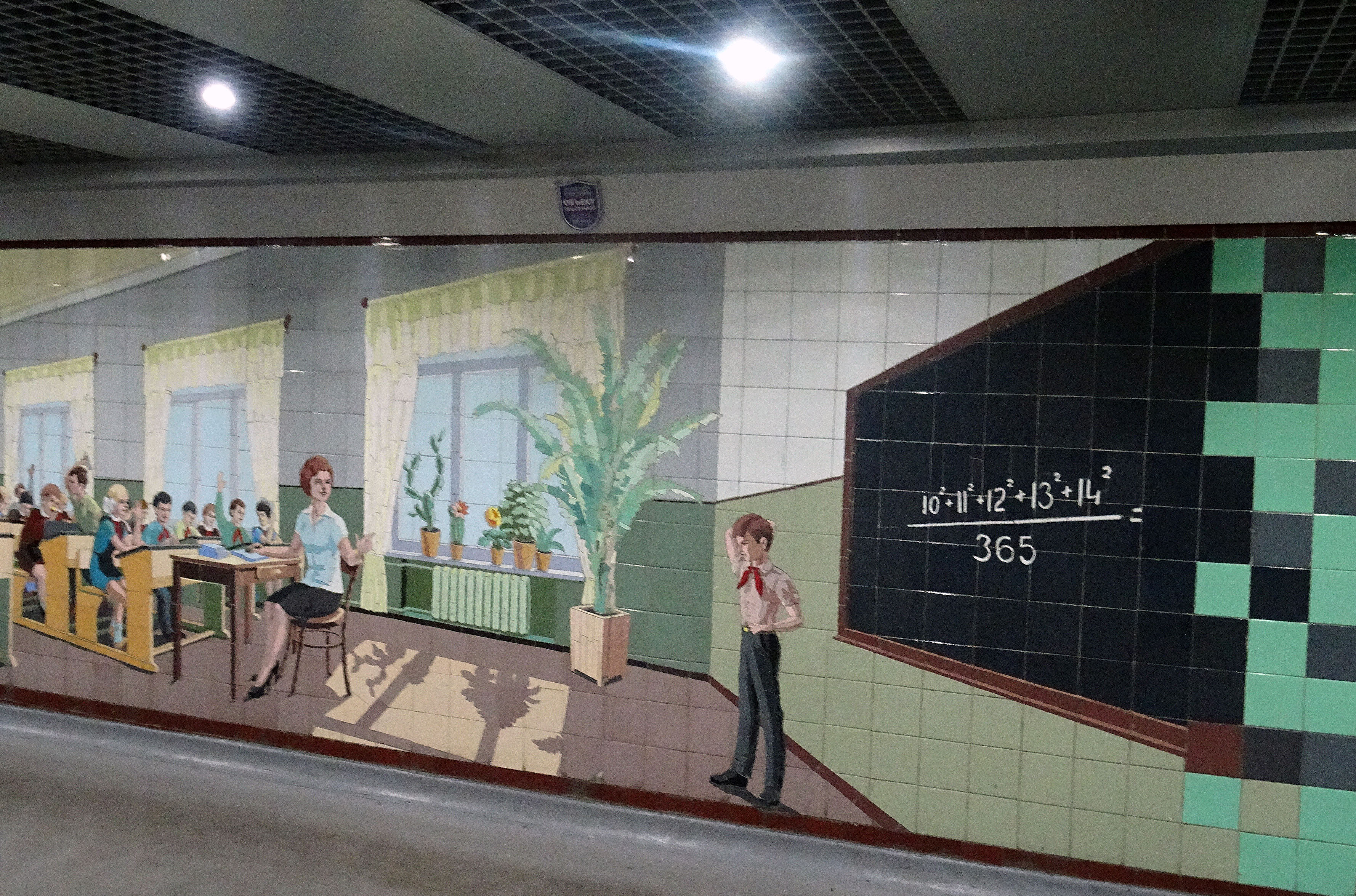

Ремонтные работы, которые велись в переходе, были связаны Чемпионатом мира по футболу 2018.

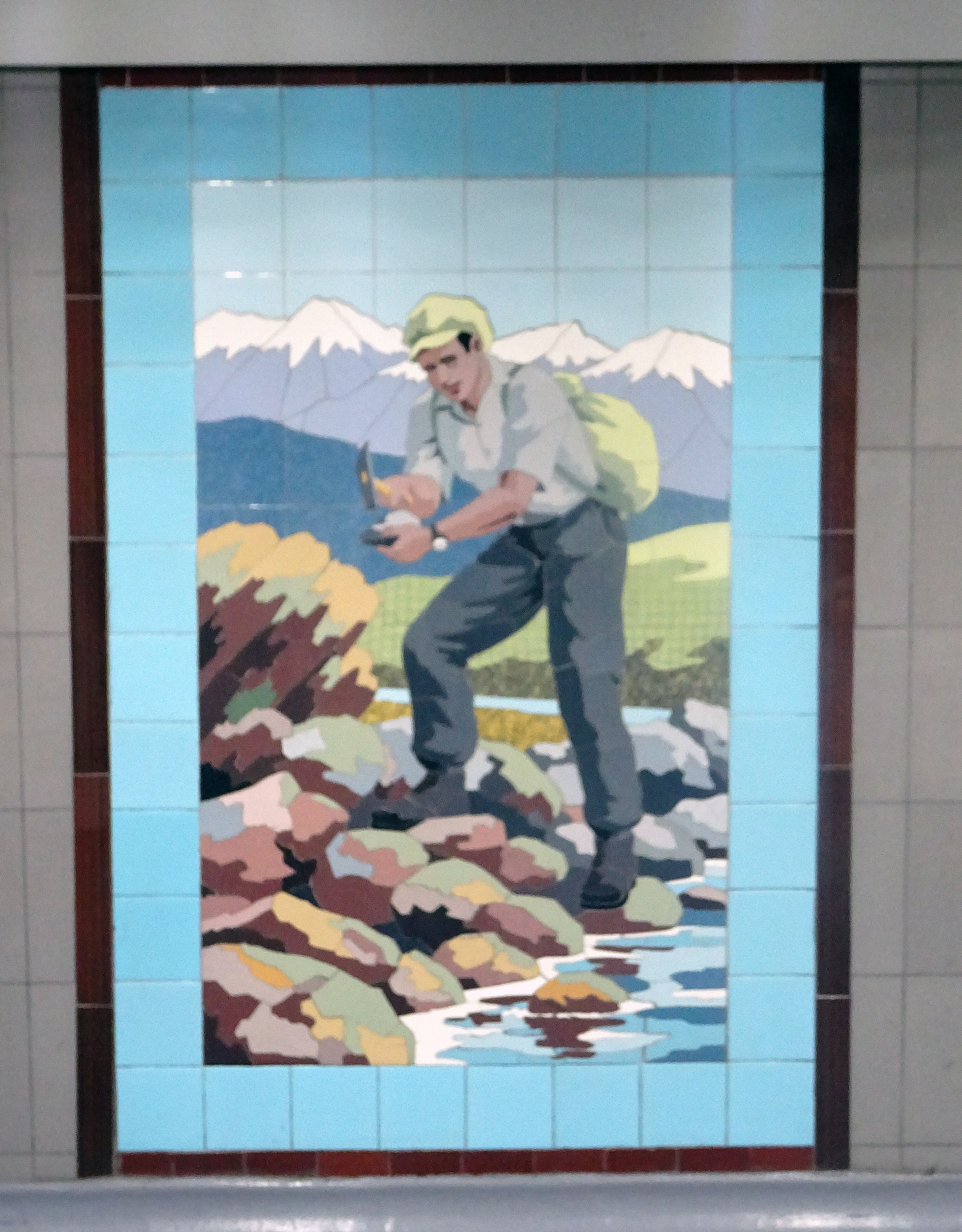

Мозаичное панно, которое находится в переходе по проспекту Будённовскому и улице Московской охраняется законом, так как сам переход в декабре 2017 года был признан объектом культурного наследия. Другим переходам — по проспекту Ворошиловскому и улице Садовой, по проспекту Будённовскому и улице Садовой, по переулку Университетскому и улице Садовой, по проспекту Кировскому и улице Садовой — в этом было отказано, так как прошло менее 40 лет с момента их создания.
К марту 2020 года и остальные переходы с мозаиками были официально признаны культурным наследием.
В апреле 2021 года три крупных панно в торцах переходов были освобождены от скрывавших их торговых павильонов.
В 2023 году начали планировать реставрацию мозаик. Проект реставрации был утверждён 9 января 2024 года.

## Описание
Территория подземных переходов с размещенной в них мозаикой являлась местом, в котором ведется активная торговая деятельность. Киоски, товары, продавцы и покупатели частично закрывали мозаичные панно от прохожих. Многие мозаики отображают сюжеты, связанные с героями книг Шолохова. Есть такие, которые содержат сцены, связанные с историческим прошлым страны. Есть картины космической тематики и жизни казачества. Некоторые сюжеты раскрывают освобождение Ростова-на-Дону.
Исследователи считают, что для сохранения мозаик их необходимо признать объектами культурного наследия. Так, например, мозаика в пешеходном переходе на пересечении Будённовского проспекта и улицы Московской уже взята на государственную охрану, и её необходимо реставрировать, а не заменять.

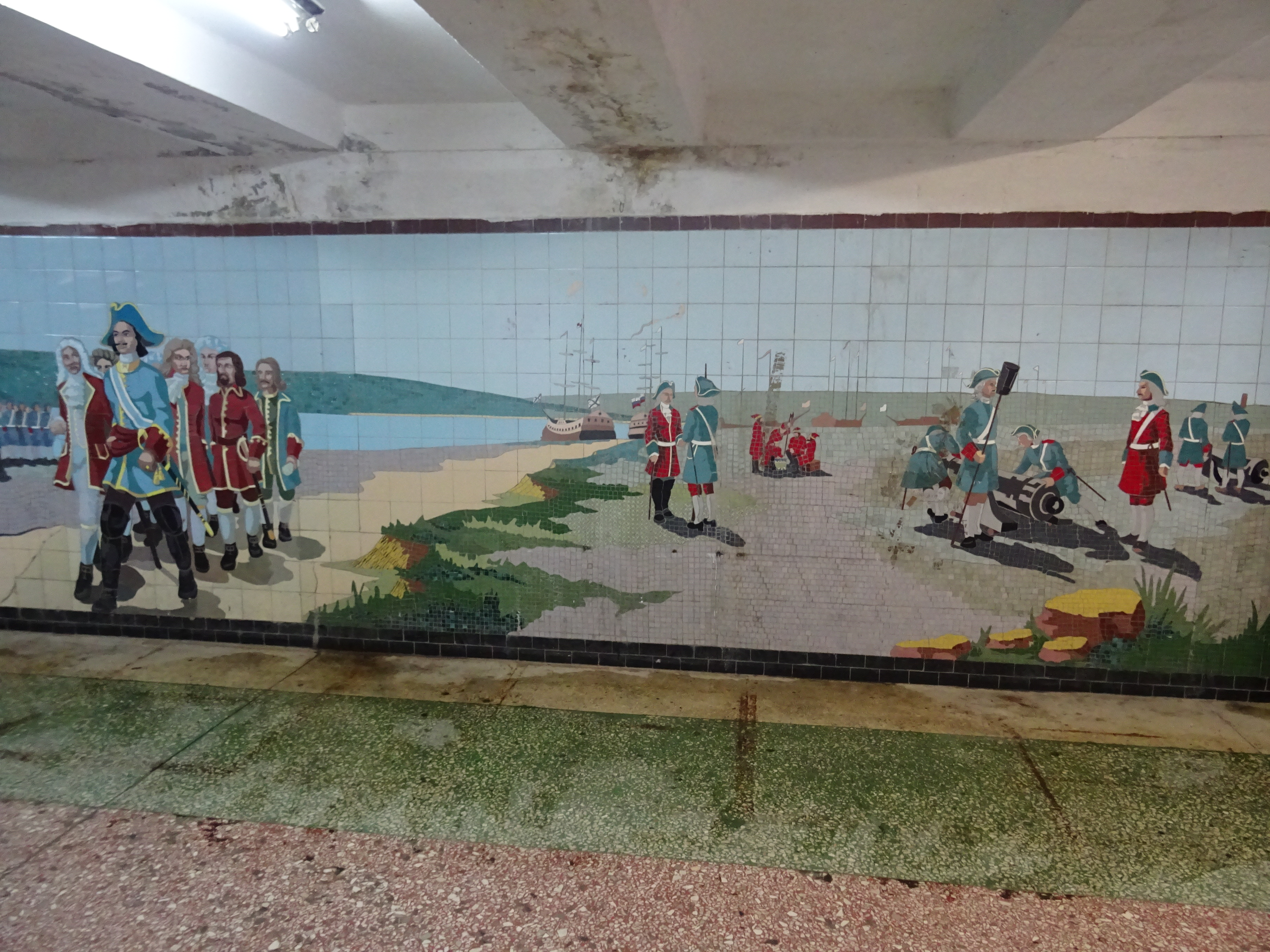

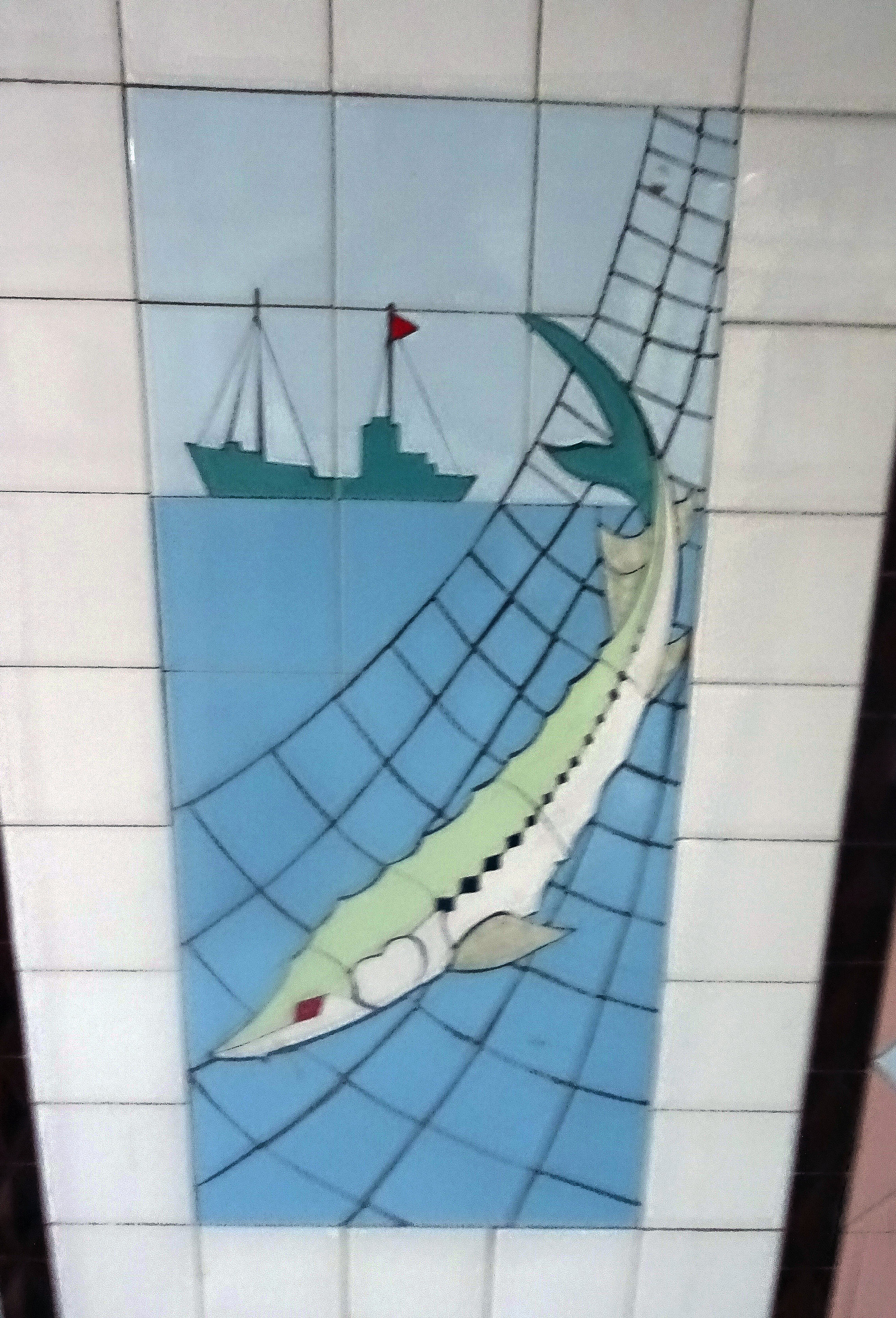

- Мозаика на пересечении Большой Садовой улицы и Ворошиловского проспекта посвящена жизни школьников и людям труда. Представлены мозаики, изображающие отдых детей на реке, урок математики, зимние забавы детей, выписка из роддома, а также геолог, сварщик, комбайнёр и другие мозаики.
- Мозаика на пересечении Большой Садовой улицы и Будённовского проспекта посвящены героическому прошлому нашей страны. Представлены мозаики, изображающие события эпохи Петра I и подвиг народа в Великой Отечественной войне.
- Мозаика на пересечении Большой Садовой улицы и Кировского проспекта посвящена космосу.
- Мозаика на пересечении Будённовского проспекта с улицами Московской и Станиславского посвящена разным темам: овощным культурам, животным деревни, труду и отдыху жителей Ростовской области, а также героям романа Шолохова Тихий Дон. На мозаике, изображающей трудовые будни изображены лов осетров, работа по уборке зерна и др. На мозаике, посвящённой роману Тихий Дон изображены Григорий и Аксинья, дед Щукарь на рыбалке и др.

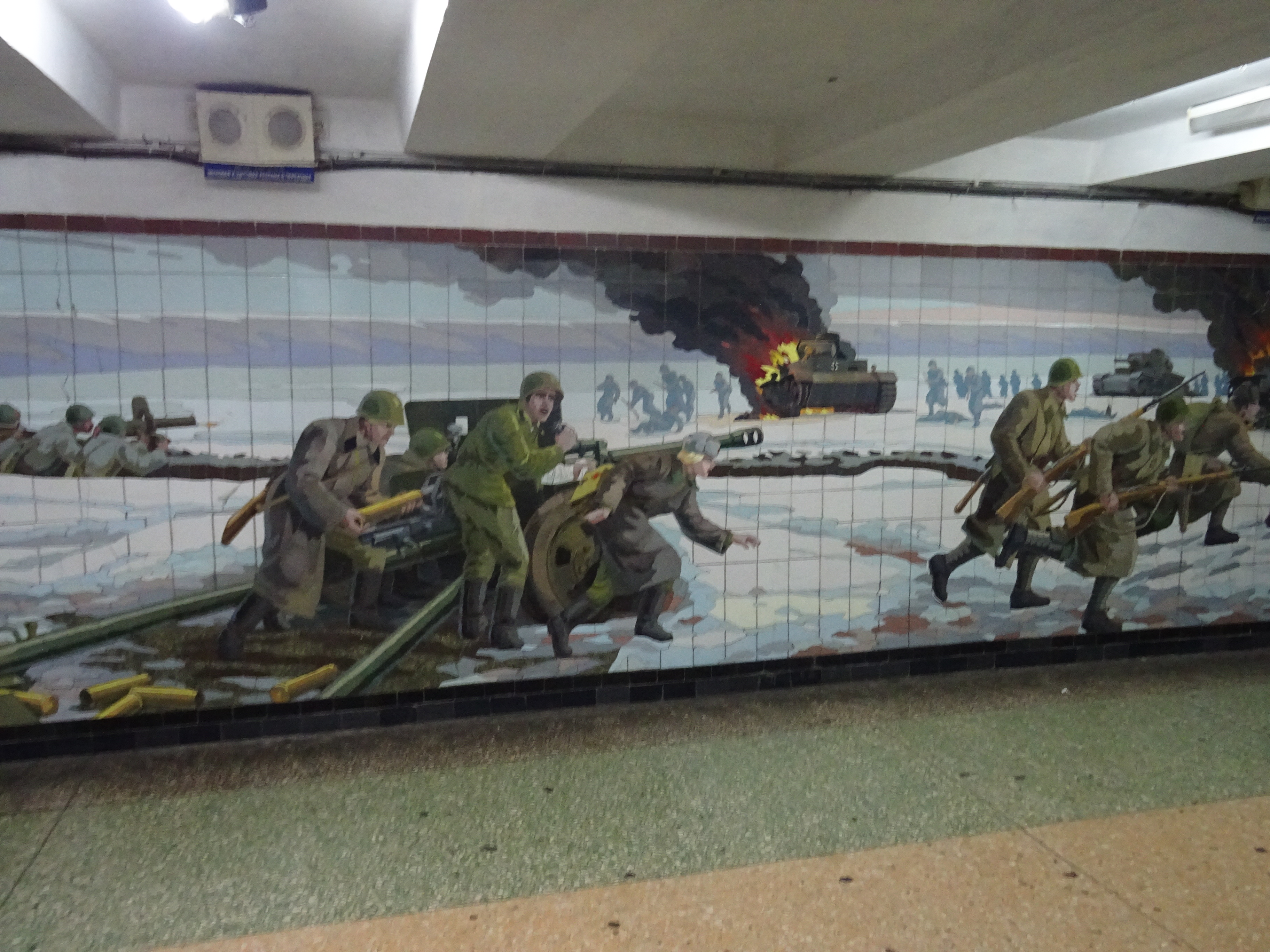